# JamsCollection
JamsCollection(잼즈 콜렉션)는 2021년에 결성된 일본의 아이돌 걸 그룹이다. 소속 사무소 RIZE 프로덕션 소속. RIZE 프로덕션과 LIVE PLANET와의 공동 프로젝트다.

## 개요
잡지 『MARQUEE』의 완전 백업으로서 발족한 그룹이다. 운영 · 프로듀스는 업댄스 엔터테인먼트가 실시한다.
그룹명은 「좋아하는 곡, 좋아하는 사람, 귀여워, 멋있어, 모두가 좋아하는 것이 가득차 있다」라고 하는 생각을 담아 이름 지어진 것이다. 남녀 불문하고 폭넓게 사랑받는 그룹을 목표로 활동하고 있다.

## 구성원

### 현 구성원
| 이름                                         | 애칭              | 생년월일              | 이미지 컬러   | 출신지     | 가입기 | 비고                                                  |
| -------------------------------------------- | ----------------- | --------------------- | ------------- | ---------- | ------ | ----------------------------------------------------- |
| 츠시로 미즈키 (津代 美月, つしろ みづき)     | 츠시 (つし)       | 2000년 1월 16일(25세) | 퍼플          | 오사카부   | 1기    | 전 아키시부project, リリシック学園 멤버               |
| 호시나 린 (保科 凜, ほしな りん)             | 시나린 (しなりん) | 2001년 3월 19일(24세) | 에메랄드 그린 | 도쿄도     | 1기    |                                                       |
| 미나세 키라라 (水瀬 さらら, みなせ さらら)   | 키라라 (さらら)   | 1999년 2월 9일(26세)  | 라이트 블루   | 기후현     | 2기    | 전 ぼくはまだしなない 멤버 (이전 이름명 : 神城さらら) |
| 무라모치 시온 (村望 しおん, むらもち しおん) | 온짱 (おんちゃん) | 2003년 3월 9일(22세)  | 오렌지        | 사이타마현 | 2기    | 전 스타레이 프로덕션 소속 전 tokyo5 멤버              |
| 오코노기 루카 (小此木流花, おこのぎ るか)    | 루루루 (るーるる) | 1998년 4월 16일(27세) | 핑크          | 군마현     | 3기    | 전 아키시부project 멤버                               |

### 전 구성원
| 이름                                         | 애칭                                    | 생년월일               | 이미지 컬러 | 출신지     | 활동 기간                          | 비고                                                               |
| -------------------------------------------- | --------------------------------------- | ---------------------- | ----------- | ---------- | ---------------------------------- | ------------------------------------------------------------------ |
| 코나미 모모 (小波もも, こなみ もも)          | 모모 (もも)                             | 2001년 11월 11일(23세) | 핑크        | 도쿄도     | 2021년 3월 3일 ~ 2022년 9월 30일   | 현 あいすなっつ 멤버                                               |
| 토요다 아사 (豊田あさ, とよだ あさ)          | 아사 (あさ)                             | 2001년 7월 6일(23세)   | 블루        | 가나가와현 | 2021년 3월 3일 ~ 2022년 9월 30일   | 현 プエラの絶対値 멤버 (예명 : 世良あさ)                           |
| 나루세 미루아 (成瀬みるあ, なるせ みるあ)    | 미루 (みる)                             | 2000년 9월 28일(24세)  | 라이트 블루 | 도쿄도     | 2021년 3월 3일 ~ 2022년 9월 30일   | 현 あらかし。 멤버 (예명 : 七瀬みるあ)                             |
| 유키 히루네 (柚木ひるね, ゆぎ ひるね)        | 유키짱 (ゆぎちゃん) 유키유키 (ゆぎゆぎ) | 2002년 8월 28일(22세)  | 오렌지      | 도쿄도     | 2021년 3월 3일 ~ 2022년 9월 30일   | Zero Project 소속 후, 탈퇴                                         |
| 반도 하루카 (坂東遥, ばんどう はるか)        | 하루카 (はるか)                         | 1995년 11월 3일(29세)  | 화이트      | 가나가와현 | 2021년 3월 3일 ~ 2023년 3월 9일    | 졸업                                                               |
| 카구라 코토 (神楽 胡音, かぐら こと)         | 코토 (こと)                             | 2000년 9월 28일(24세)  | 레드        | 사이타마   | 2020년 1월 26일 ~ 2024년 11월 16일 | 전 My ideal 멤버 계약 위반으로 방출                                |
| 이치미야 사야카 (一宮 彩夏, いちみや さやか) | 사야카 (さやか)                         | 1999년 7월 29일(25세)  | 옐로우      | 야마구치현 | 2020년 1월 26일 ~ 2024년 11월 16일 | 전 10COLOR'S 멤버 (이전 이름명 : 宮内彩夏) 계약 위반으로 방출      |
| 오오바 유메 (大場結女, おおば ゆめ)          | 바유메 (ばゆめ)                         | 2000년 12월 6일(24세)  | 블루        | 지바현     | 2023년 6월 23일 ~ 2024년 11월 16일 | 전 라스트 아이돌 멤버 전 ×순문학소녀가극단 멤버 계약 위반으로 방출 |